# Larry Trask
Robert Lawrence "Larry" Trask, né le 10 novembre 1944 et mort le 27 mars 2004, est un linguiste, bascologue des États-Unis.

## Biographie
Né dans l'État de New York, aux États-Unis, Larry Trask a initialement étudié la chimie dans son pays d'origine. Après une brève période dans les Peace Corps ou Corps de la Paix (agence fédérale américaine pour promouvoir la paix et l’amitié entre les États-Unis et les autres pays du monde), il s'intéresse ensuite à la linguistique. Il reçoit son doctorat en linguistique à l'université de Londres et enseigne par la suite dans diverses universités du Royaume-Uni. Il devient professeur de linguistique à l'université du Sussex.
Il était considéré comme bon connaisseur de la langue basque. C'était aussi une sommité en linguistique historique et il avait écrit sur les problèmes de l'origine de la langue. Il a aussi publié un livre de divulgation scientifique sur la linguistique.  
Il compilait du matériel pour un dictionnaire étymologique du basque quand il est mort à l'âge de 59 ans. 
Il avait été récompensé avec un Leverhulme Fellowship pour continuer ses recherches.

## Œuvres
- Historical Linguistics, (1996),  (ISBN 0-340-60758-0)
- Introducing Linguistics by R L Trask and Bill Mayblin. (2000),  (ISBN 1-84046-169-1)
- The Penguin Dictionary of English Grammar, (2000),  (ISBN 0-14-051464-3)
- Time Depth in Historical Linguistics, (codirection) (2000),  (ISBN 1-902937-06-6)
- (en) Larry Trask, The history of Basque, Londres, Routledge, 24 décembre 1996, 480 p. (ISBN 0-415-13116-2 et 9782908132014)

Articles
- (en) José Ignacio Hualde, Joseba Andoni Lakarra et Larry Trask, Towards a History of the Basque Language, Amsterdam, John Benjamins Publishing, 1995, 365 p. (ISBN 90-272-3634-8)

Sur l'auteur
- Studies on Basque and Historical Linguistics in honor to R. L. Trask - Ikerketak Euskalaritzaz eta Hiskuntzalaritza Historikoaz. Larry Trasken Oroitzapenetan, avec Joseba Lakarra et Jose Ignacio Hualde, 2006.